# Картхойзер, Фридрих Август
Фридрих Август Картхойзер (нем. Friedrich August Cartheuser; 1734, Галле — 1796, Ширгштейн) — немецкий химик и фармацевт.

## Биография
Родился в 1734 году в Галле, в семье известного врача Иоганна Фридриха Картхойзера. Обучался медицине, но посвятил себя естествознанию, минералогии и геологии. В 1754—1766 годах работал доцентом минералогии, ботаники и химии в университете Франкфурта-на-Одере. Затем был назначен профессором в Гиссенский университет. Служил советником по горно-геологическим вопросам в Правительстве.